# Кръстьо Станчев
Кръстьо Тодоров Станчев е български общественик и журналист.

## Биография
Кръстьо Станчев е роден в 1879 година в град Котел. В 1895 година завършва гимназия във Варна, където става социалист. Учи право в Софийския университет в 1896 - 1897 година, но е изключен за участие в студентските вълнения по повод убийството на Алеко Константинов. Учи право в Мюнхен (1898 - 1899) и Берн (1899 - 1900). От 1904 до 1906 година е редактор на вестник „Работническа борба“ (1903 - 1908), орган на БРСДП (ш. с.). Редактира и широкосоциалистическите списания „Ново общество“ (1906 - 1909), „Млад работник“ (1906 - 1908) и „Обществена мисъл“ (1909), заедно с Янко Сакъзов, Кръстьо Пастухов и Петър Джидров.
В 1907 година заедно с Кирил Коларов основава вестник „Камбана“. Поддържа връзки с Яне Сандански и левицата на ВМОРО и македоно-одринското освободително движение е добре отразявано на страниците на „Камбана“. След като Коларов го напуска в 1908 година е главен редактор на вестника до 1919 г. В 1909 година напуска БРСДП (ш. с.) и застава на силно националистически позиции.
При избухването на Балканската война в 1912 година е доброволец в Македоно-одринското опълчение и служи в нестроевата рота на 10 прилепска дружина.
През Първата световна война (1915 - 1918) е на ясни прогермански позиции. В 1915 - 1918 година издава вестник „Балканска поща“. Член е на Народнолибералната (по-късно на Националлибералната партия). В 1917 година заедно с Димитър Точков води преговори в Берлин с германските доставчици за снабдяването на 11 дивизия.
След края на войната Станчев е съден с виновниците за националната катастрофа. Главен редактор до 1924 година е на вестник „Независимост“, после е издател и главен редактор до 1926 година на „Свобода“.
От 1929 година е редактор на „Заря“ (1914 - 1920 и 1929 - 1944). След Деветнадесетомайския преврат в 1934 година във вестника работят журналисти левичари и той се превръща в легална комунистическа трибуна. Умира в 1944 година в Своге.